# 羅烏西諾夫

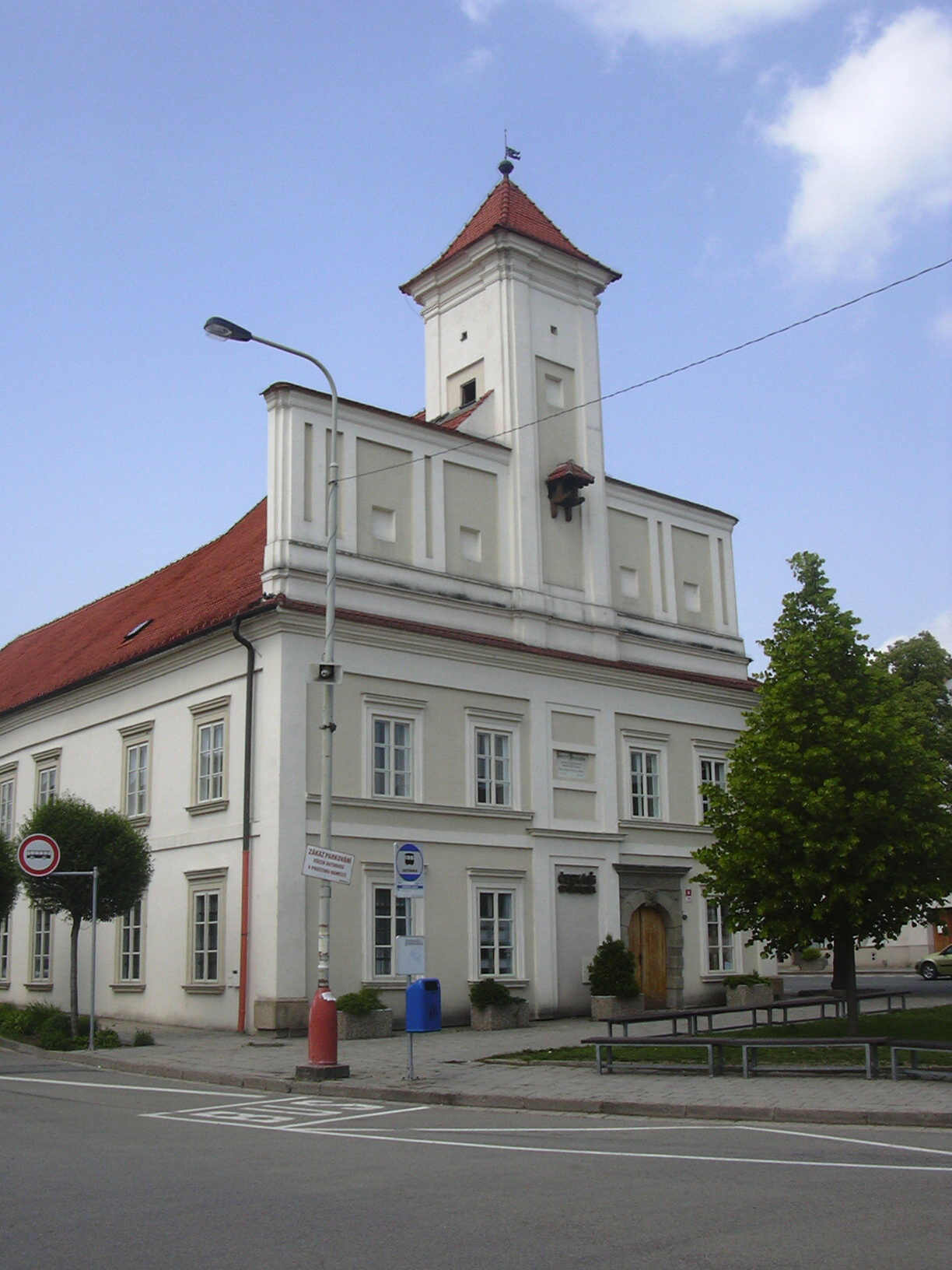

羅烏西諾夫是捷克的城鎮，位於該國東南部，距離維什科夫12公里，由南摩拉維亞州負責管轄，面積23.04平方公里，海拔高度241米，1.1.2012年人口5,383。

## 外部連結
- Municipal website （页面存档备份，存于）